# Alberto Bondolfi
Alberto Bondolfi (* 12. Februar 1946 in Giubiasco, Kanton Tessin, Schweiz) ist ein Schweizer römisch-katholischer Theologe und Ethiker, der wesentlich zur Entwicklung der bioethischen Reflexion in der Schweiz beigetragen hat.

## Leben und Werdegang
Von 1962 bis 1971 studierte Bondolfi Philosophie und römisch-katholische Theologie im Seminario S. Carlo in Lugano und an der Theologischen Fakultät der Universität Freiburg. Für die nächsten sechs Jahre war er in Freiburg Assistent am Institut für Moraltheologie unter den Professoren Stephan Pfürtner und Dietmar Mieth und 1977 erlangte er den Dr. theol. mit der Auszeichnung „summa cum laude“. An der Universität Zürich arbeitete er 1979 als ständiger Mitarbeiter am Institut für Sozialethik und ab 1983 hatte er verschiedene Lehraufträge an der theologischen Fakultät der Universität. 1996 wurde er Privatdozent an der theologischen katholischen Fakultät der Universität Luzern, 2001 schließlich Professor für Ethik an der Universität Lausanne.

## Öffentliche Funktionen und Ämter
- 1984 bis 1987 Präsident der Europäischen Konferenz Justitia et Pax
- 1990 bis 1995 Präsident Schweiz. Gesellschaft für Biomedizinische Ethik
- 1995 Präsident der Societas Ethica, europäische Forschungsgesellschaft für Ethik
- Mitglied der Ethischen Zentralkommissionen der Schweiz. Akademie der medizinischen Wissenschaften (SAMW)
- Mitglied der nationalen Ethikkommission im Bereich Humanmedizin

## Schriften
- Kritische Theorie und theologische Ethik. (1977, Dissertation).
- Ethik und Selbsterhaltung. Sozialethische Ansätze. Herder-Universitätsverlag Freiburg 1990 (= Studien zur theologischen Ethik. No. 30).
- Primum non nocere. Saggi di ethica medica. Alice, Comano 1992.
- Helfen und Strafen: Studien zur ethischen Bedeutung prosozialen und repressiven Handelns. LIT Verlag, München 1997, ISBN 3-8258-3329-1.
- Ethisch Denken und moralisch Handeln in der Medizin. Pano Verlag, Zürich 2000.
- L’homme et l’animal: dimensions ethiques de leur relation. Editions universitaires, ISBN 2-8271-0697-3.
- Malattia, eutanasia, morte nella discussione contemporanea. Edizioni dehoniane, Bologna ISBN 88-10-50206-X.
- Ethik und Recht 1. Hirntod und Organspende. Ethik und Recht; Ethique et droit; Ethics and Law; Etica e diritto, ISBN 3-7965-1968-7.